# Семёнов, Александр Яковлевич
Александр Яковлевич Семёнов (1913 — 21 января 1945) — командир пулемётного расчёта 243-го стрелкового полка 181-я стрелковая дивизия, 6-я армия, 1-й Украинский фронт), старшина. Герой Советского Союза.

## Биография
Родился в 1913 году в селе Никольское ныне Астраханской области.
В Красной Армии с 1941 года.
Отличился 21 января 1945 года в бою за село Топилице в районе польского города Сулеюв на сандомирском плацдарме.
Был раздавлен вместе с пулемётом вражеским танком.
Звание Героя Советского Союза старшине Семёнову Александру Яковлевичу присвоено посмертно Указом Президиума Верховного Совета СССР от 10 апреля 1945 года.